# NGC 198
NGC 198 là một thiên hà xoắn ốc nằm trong chòm sao Song Ngư. Nó được phát hiện vào ngày 25 tháng 12 năm 1790 bởi William Herschel.